# Пуласки (Илиноис)
Пуласки (енгл. Pulaski) град је у америчкој савезној држави Илиноис.

## Демографија
По попису из 2010. године број становника је 206, што је 68 (-24,8%) становника мање него 2000. године.
| Група             | 2000.       | 2010.       |
| Белци             | 77 (28,1%)  | 62 (30,1%)  |
| Афроамериканци    | 194 (70,8%) | 137 (66,5%) |
| Азијати           | 0 (0,0%)    | 0 (0,0%)    |
| Хиспаноамериканци | 0 (0,0%)    | 1 (0,5%)    |
| Укупно            | 274         | 206         |